# Sylva Åkesson
Sylva Åkesson, egentligen Sylva Elisabet Göta Perne, ogift Åkesson, tidigare Göta Svea Elisabet Åkesson, född 18 september 1916 i Hålabäck, Vinslövs församling i Kristianstads län, död 26 maj  2021 i Kungsholmens distrikt i Stockholm, var en svensk skådespelare. 
Sylva Åkesson var dotter till Betty Johansson (1887–1975) och fick namnet Åkesson då modern 1919–1939 var gift med Anton Åkesson. Hon arbetade först som mannekäng och blev engagerad av Casinoteatern 1938 och spelade operett och revy innan hon drog sig tillbaka från scenen i början på 1950-talet. Hon filmdebuterade 1944 i Benkt-Åke Benktssons film Skåningar. 
Hon var från 1950 gift med kompositören och textförfattaren Nils Perne (1905–1965). Hon bar namnet Perne från vigseln och bytte ut förnamnet Svea mot Sylva 1983. Makarna Perne är begravda på Norra begravningsplatsen utanför Stockholm.

## Filmografi
- 1944 – Skåningar
- 1946 – Hotell Kåkbrinken
- 1948 – Kärlek, solsken och sång
- 1949 – Greven från gränden
- 1949 – Gatan
- 1950 – Svensk vardag
- 1950 – Södrans revy
- 1950 – Två trappor över gården
- 1951 – 91 Karlssons bravader
- 1952 – Blondie, Biffen och Bananen

## Teater

### Roller (ej komplett)
| År   | Roll        | Produktion                       | Regi          | Teater        |
| ---- | ----------- | -------------------------------- | ------------- | ------------- |
| 1939 | Medverkande | Honnör för 39, revy Kar de Mumma | Victor Bernau | Södra Teatern |